# Musik i Gislaved
Musiken i Gislaved har en rik och mångfacetterad historia med framstående musiker, musikföreningar och kulturella satsningar från 1900-talet och framåt.

## Framstående musiker
Pianisten Aurora Molander valdes in i Kungliga Musikaliska Akademien 1921. Även hennes bror, Gustaf Molander, var verksam inom musiken, där han arbetade som violinist. Jazzpianisten Håkan Rydin påbörjade sin karriär 1970.
En annan framstående pianist från orten var Ingemar Bergfelt, född i Gislaved, som invaldes i Kungliga Musikaliska Akademien 1984.
Cellisten Annie Oliv, utbildad i klassisk musik, deltog i Melodifestivalen 2008 tillsammans med Mickey Huskic med låten Izdajice.

## Musikaliska föreningar och institutioner
Gislaveds symfoniorkester grundades 1934 och har varit en viktig del av det lokala musiklivet.
I samband med att Gislaveds kommun bildades 1971 tog Bengt Eurén initiativ till bildandet av Gislaveds kammarkör. Samma år grundades även Gislaved storband, som har samarbetat med artister som Titti Sjöblom, Anne-Lie Rydé och Lill-Babs Svensson.
År 1977 bildades föreningen Musikstationen, med fokus på rock och blues. Bland gästerna under 1980-talet märks bland andra Wilmer X, Björn Afzelius, Eldkvarn, Eva Dahlgren och Dr Feelgood. År 1983 lockade föreningens arrangemang cirka 5 000 besökare och föreningen hade då omkring 1 000 medlemmar.

## Kulturhus och musiklokaler
År 2014 invigdes Glashuset i Gislaved, ett nytt kulturhus med bland annat DJ-rum, replokaler och inspelningsstudio.